# Rensho
Le rensho (連署, rensho), littéralement « cosignataire » est l'assistant du shikken (régent) du shogunat de Kamakura.
Le rensho appose sa signature près de celle du shikken sur les ordres officiels. En 1224, Hōjō Yasutoki, le troisième shikken, nomme Hōjō Tokifusa premier rensho. Dès lors, le rensho est choisi parmi les membres influents du clan Hōjō mais pas de la branche principale du clan (tokusō), à la seule exception de Hōjō Tokimune qui occupe temporairement le poste de 1264 à 1268.

## Liste desrensho
Note : il y a trois Hōjō Shigetoki, qui sont trois personnes différentes.
1. Hōjō Tokifusa (r. 1225-1240)
2. Hōjō Shigetoki (1261) (北条重時) (r. 1247-1256)
3. Hōjō Masamura (r. 1256-1264)
4. Hōjō Tokimune (r. 1264-1268)
5. Hōjō Masamura (r. 1268-1273)
6. Hōjō Yoshimasa (r. 1273-1277)
7. Hōjō Shigetoki (1287) (北条業時) (r. 1283-1287)
8. Hōjō Nobutoki (aussi appelé Osaragi Nobutoki) (r. 1287-1301)
9. Hōjō Tokimura (r. 1301-1305)
10. Hōjō Munenobu (aussi appelé Osaragi Munenobu) (r. 1305-1311)
11. Hōjō Hirotoki (r. 1311-1312)
12. Hōjō Sadaaki (r. 1315-1326)
13. Hōjō Koresada (r. 1326-1327)
14. Hōjō Shigetoki (1333) (北条茂時) (r. 1330-1333)